# ¡Que viene el zorro!
Las Gallinas Locas 3. ¡Que viene el zorro! (título original en alemán, Die Wilden Hühner Fuschsalarm) es un libro de aventuras escrito por Cornelia Funke dirigido al público infantil-juvenil. Es el tercer volumen de la serie Las Gallinas Locas.

## Personajes
- Las Gallinas Locas: Sardine, Frida, Melanie, Trude, Wilma
- Los Pigmeos: Fred, Willi, Steve, Torte
- Otros personajes: La abuela de Sardine, las 15 gallinas (animales)

## Argumento
“Las Gallinas Locas” tienen un problema gravísimo. La abuela de Sardine está dispuesta a matar a las 15 gallinas que tiene en el gallinero. El grupo de Las Gallinas Locas quiere impedir por todos los medios que logre su propósito. Para conseguirlo piden ayuda a la pandilla de Los Pigmeos. 
Un sábado por la noche, con grandes dificultades y peligros, roban todas las gallinas. Cuando se alejan, la abuela de Sardine, aunque tarde, se da cuenta del robo y puede ver como unas sombras muy pequeñas se alejan. Sospecha que han sido Sardine y sus amigas por lo que prohíbe a su nieta la entrada en el jardín -no quiere verla-.
Las gallinas robadas están escondidas en el nuevo cuartel general de Las Gallinas Locas, una caravana rodeada de un cercado. Para protegerlas refuerzan el cercado. 
Finalmente, y por interés, la abuela de Sardine levanta el castigo y deja entrar de nuevo a su nieta en el jardín. La abuela se ha comprado una perrita y no la puede sacar a pasear porque está mal de las caderas. Sardine lo hace por ella.
Las Gallinas Locas tienen que cuidar de sus 15 mascotas. Están en alerta ante cualquier peligro ¡Que viene el zorro!

## Libros de la serie
- Las Gallinas Locas 1. Una pandilla genial (2005)
- Las Gallinas Locas 2. Un viaje con sorpresa (2005)
- Las Gallinas Locas 3. ¡Que viene el zorro! (2006)
- Las Gallinas Locas 4. El secreto de la felicidad (2006)
- Las Gallinas Locas 5. Las Gallinas Locas y el amor (2007)